# Isabelle Beckers
Isabelle Beckers, née le 4 mars 1983, est une coureuse cycliste belge. Elle fait partie de l'équipe Lotto Soudal Ladies.

## Biographie
Elle participe pour la première fois à un triathlon en 2011. Elle commence les courses cyclistes l'année suivante. C'est une spécialiste du contre-la-montre.
En 2016, elle termine troisième du championnat de Belgique du contre-la-montre.

## Palmarès sur route

### Palmarès par années
- 2016
  - 3e du championnat de Belgique du contre-la-montre
- 2017
  - 2e du championnat de Belgique du contre-la-montre